# Trinh Nguyên (vở chèo)
Trinh Nguyên là một trong bảy vở chèo cổ đầu tiên của nghệ thuật sân khấu chèo Việt Nam mang tính tiêu biểu, được coi là chuẩn mực, tạo ra sức ảnh hưởng cho các vở chèo sau này. Các vở chèo kinh điển của nghệ thuật chèo được lưu giữ lại đến nay gồm: Quan Âm Thị Kính, Trương Viên, Chu Mãi Thần, Kim Nham, Lưu Bình - Dương Lễ, Trinh Nguyên và Từ Thức gặp tiên. Hầu hết các làn điệu chèo đều được trích ra từ các vở chèo kinh điển này. Vở chèo cổ Trinh Nguyên đề cao tình mẫu tử, lòng hiếu thảo và sự thuận hòa giữa anh em cùng cha khác mẹ.

## Nội dung
Xưa có Tôn Dân ở huyện Vĩnh Gia (Vĩnh Bảo, Hải Phòng) góa vợ từ khi còn rất trẻ. Tôn Dân đi bước nữa với người đàn bà tên gọi nàng Trinh Nguyên. Vài năm sau chồng mất, nàng Trinh Nguyên ở vậy một mình nuôi dạy con chồng là Tôn Mạnh và con đẻ là Tôn Trọng khôn lớn. Khi hai con đi học vô tình gặp xác người bị giết liền chôn giúp nên bị mắc oan vào tội giết người, Quan Án sát xét xử giết một và tha cho một. Nàng Trinh Nguyên xin chết thay cho các con không được chấp thuận nên đã xin giết con đẻ của mình để con riêng của chồng được sống vì lý do nó đã thiệt thòi hơn. Trước hành động cao cả của Trinh Nguyên, cùng sự điều tra kỹ càng vụ án, Quan Án sát đã giải oan cho hai con, để cho mẹ con Trinh Nguyên được đoàn tụ vẹn toàn.

## Dấu ấn các nghệ sĩ
- Nghệ sĩ Ưu tú Thùy Dung (Nhà hát Chèo Việt Nam) cho thấy độ chín và sự đằm thắm trong diễn xuất vai chính nàng Trinh Nguyên. Tích truyện đơn giản, nhưng vở chèo hấp dẫn người xem khi xây dựng thành công biểu tượng đức hạnh phụ nữ, tình mẫu tử thiêng liêng và công lý chốn quan trường.[4]